# Ardeicola rhaphidius
Ardeicola rhaphidius är en insektsart som först beskrevs av Nitzsch in Giebel 1866.  Ardeicola rhaphidius ingår i släktet rasplöss, och familjen fjäderlöss. Inga underarter finns listade i Catalogue of Life.